# Láng (phường)
Láng là một phường nội thành nằm ở phía Tây thành phố Hà Nội, Việt Nam.

## Vị trí địa lý
Phường Láng có vị trí địa lý:
- Phía Bắc giáp phường Giảng Võ và phường Cầu Giấy
- Phía Tây giáp phường Yên Hoà với ranh giới là sông Tô Lịch
- Phía Nam giáp phường Đống Đa

## Lịch sử
Ngày 16 tháng 6 năm 2025, Ủy ban Thường vụ Quốc hội ban hành Nghị quyết số 1656/NQ-UBTVQH15 trong đó về việc sắp xếp toàn bộ diện tích tự nhiên, quy mô dân số của phường Láng Hạ và Láng Thượng (quận Đống Đa cũ), một phần của phường Ngọc Khánh (quận Ba Đình cũ) thành phường mới có tên gọi là phường Láng.

## Trụ sở cơ quan phường
Đảng ủy - MTTQ phường: Số 896, đường Láng
HĐND - UBND phường: Số 75A, ngõ 25, phố Vũ Ngọc Dân